# Stanislav Chalánek
Stanislav Chalánek (27. října 1915 – ?) byl český a československý politik Komunistické strany Československa a poúnorový poslanec Národního shromáždění ČSR a Národního shromáždění ČSSR.

## Biografie
Po volbách roku 1948 byl zvolen do Národního shromáždění za KSČ ve volebním kraji Olomouc. Mandát nabyl až dodatečně v prosinci 1952 jako náhradník poté, co rezignoval poslanec František Majtl. Mandát získal i ve volbách v roce 1954 (volební obvod Olomouc-venkov) a ve volbách v roce 1960 (nyní již jako poslanec Národního shromáždění ČSSR za Severomoravský kraj). Na poslanecké křeslo rezignoval v březnu 1961.
K roku 1954 se profesně uvádí jako předseda Krajské odborové rady v Olomouci.